# Hilary Kpatcha
Hilary Kpatcha (Lomé, Togo, 5 de mayo de 1998) es una deportista francesa que compite en atletismo. En los Juegos Europeos de Cracovia 2023 consiguió una medalla de plata en la prueba de salto de longitud.

## Palmarés internacional
| Juegos Europeos | Juegos Europeos   | Juegos Europeos  | Juegos Europeos   |
| Año             | Lugar             | Medalla          | Prueba            |
| --------------- | ----------------- | ---------------- | ----------------- |
| 2023            | Chorzów (Polonia) | Medalla de plata | Salto de longitud |